# 後方連絡線
後方連絡線（こうほうれんらくせん、英：Line of Communication, LOC）とは、主に前線の作戦地域と後方の根拠地の間において、作戦行動または兵站活動の用途に利用できる交通路を意味する。単に連絡線、または背後連絡線（はいごれんらくせん）、作戦線（さくせんせん）、兵站線（へいたんせん）とも言う。

## 概要
後方連絡線とは作戦地域と根拠地を結ぶ交通線であり、主に連絡線や兵站線として機能する。すべての作戦部隊は後方連絡線上において行動し、常に根拠地からの兵站補給などの後方支援を受け、戦力を逐次回復する。これを敵の迂回機動や航空阻止などによって遮断されると、前線における作戦部隊の戦力維持・増強が妨げられる。
カール・フォン・クラウゼヴィッツはこの危険性を血管に例え「軍の生存を保持する血管としての道路は、長く遮断されるようなことがあってはならないし、またその延長が長すぎたりあるいは難路であったりしてはならない、長い道程だと余計な力が費やされ、けっきょく軍を衰弱させるからである」と述べた。同様の理由にて、後方連絡線外で作戦行動する部隊は兵站的に極めて危険な状態に置かれる。そのため後方連絡線の維持は兵站術として不可欠な原則である。
しかしクラウゼヴィッツは補給や輸送だけでなく、後退路としての後方連絡線の意義にも「本来の意味において軍の戦略的背面を成すのである」と言及している。またアントワーヌ＝アンリ・ジョミニは戦争の基本原則の一つとして「敵の後方連絡線に対して我の戦力を投入すること」を挙げており、そのため作戦的にも重要な要素であると言える。

## 理論
後方連絡線を軍事理論として体系化する試みは、18世紀にイギリス出身の軍事学者ヘンリー・ロイドによって初めて進められ、当時一般的に普及していた作戦線の観念を体系的に整理することで、作戦計画の中心的な考慮事項として確立した。そして攻勢作戦において作戦線が敵に暴露されないように注意しつつ、かつその道程が警備するにはあまりに長距離にならないように配慮しなければならないと論じた。そのために攻勢作戦では我の後方連絡線を適切に管理しつつ、敵の後方連絡線に対して脅威を与えるように行動しなければならないと考えた。
後方連絡線は兵站学においてその役割から
- 戦略的連絡線
- 作戦的連絡線
- 戦術的連絡線

の3つに区分されている。これらの後方連絡線はそれぞれ中継地点として兵站基地が設けられ、物資の補給・集積そして輸送・配分などの機能を備えている。これら後方連絡線は具体的には陸海空3種類の交通活動によって機能している。
陸上作戦において後方連絡線は陸上に設置された兵站基地・道路・高速道路・鉄道などから構成された後方連絡線である。したがって障害地形となる山岳・河川や気象天象の影響が大きいことが特徴的である。
また海上を通る場合を海上交通路 (SLOC, Sea Line of Communication) といい、海路すなわち船舶と港湾などの交通手段から成立している。そして航空連絡線 (ALOC, Air Line of Communication) では航空路、すなわち航空機、空港などを利用した交通手段で構成される。
後方連絡線に関する軍事理論はその軍事的役割や交通手段だけでなく、その空間的配置からも研究されている。クラウゼヴィッツは後方連絡線の価値を左右する事項としてはその距離・本数・位置・交通の状態・地形の障害・周辺住民の態度・道路の掩護状況によって評価できると述べた。その中でも後方連絡線の空間的配置は特にジョミニによって注目されている。ジョミニは後方連絡線（作戦線）はその方向性や位置関係から
- 単一作戦線 - 同一の方向性を持つ後方連絡線で構成される形態の作戦線
- 複数作戦線 - 1つの高等司令部の下に2つの後方連絡線が、相互に連携・連絡をとらずに別方向へ通じている

に区分した。さらに
- 内線 - 求心的に後方連絡線が集合している形態の作戦線
- 外線 - 離心的に後方連絡線が拡散している形態の作戦線

と分類する。内線は外線と比べて連携・連絡が容易であり、周密攻撃や・陣地防御しやすい一方で、外線は内線と比べて連携・連絡が困難であり、包囲・迂回機動をしやすい特徴がある。